# Courtney Ogden
Courtney Ogden (* 6. Juni 1972) ist ein ehemaliger australischer Triathlet und zweifacher Ironman-Sieger (2005, 2010).

## Werdegang
2005 gewann er den Ironman auf Malaysia (3,86 km Schwimmen, 180,2 km Radfahren und 42,195 km Laufen). Im Dezember 2010 holte er sich beim Ironman Western Australia mit neuer persönlicher Bestzeit auf der Langdistanz seinen zweiten Ironman-Sieg.
Courtney Ogden ist verheiratet und lebt mit seiner Frau  in Como (Italien). Seine Spitznamen sind Oggers oder Oggie. Seit 2015 tritt er nicht mehr international in Erscheinung. Er gibt seine Erfahrungen heute als Coach weiter.

## Sportliche Erfolge
| Datum/Jahr    | Rang | Wettbewerb                 | Austragungsort       | Zeit        | Bemerkung                                                                                                   |
| ------------- | ---- | -------------------------- | -------------------- | ----------- | --- |
| 21. März 2015 | 3    | Karri Valley Triathlon     | Pemberton            | 02:48:32.50 | |
| 10. Nov. 2013 | 8    | Ironman 70.3 Mandurah      | Mandurah             | 03:56:25    | |
| 2. Mai 2009   | 3    | Busselton Half Ironman     | Busselton            |             | [ 1 ] |
| 2006          | 3    | 5430 Long Course Triathlon | Boulder              |             | |
| 13. Juni 2004 | 2    | Eagleman Ironman 70.3      | Cambridge (Maryland) | 03:55:06    | Zweiter auf der halben Ironman-Distanz (Ironman 70.3: 1,9 km Schwimmen, 90 km Radfahren und 21,1 km Laufen) |
| 2004          | 1    | Busselton Half Ironman     | Busselton            |             | |

| Datum/Jahr    | Rang | Wettbewerb                                        | Austragungsort | Zeit     | Bemerkung                                                                |
| ------------- | ---- | ------------------------------------------------- | -------------- | -------- | ------------------------------------------------------------------------ |
| 22. Feb. 2015 | 3    | Challenge Wanaka                                  | Wanaka         | 08:49:46 |                                                                          |
| 24. Aug. 2014 | 2    | MetaMan                                           | Bintan         | 09:32:04 |                                                                          |
| 8. Okt. 2011  | 16   | Ironman Hawaii                                    | Hawaii         |          |                                                                          |
| 1. Mai 2011   | 5    | Ironman Australia                                 | Port Macquarie |          |                                                                          |
| 15. Jan. 2011 | 2    | Challenge Wanaka                                  | Wanaka         | 09:07:25 | [ 2 ]                                                                    |
| 5. Dez. 2010  | 1    | Ironman Western Australia                         | Busselton      | 08:14:01 | zweiter Ironman-Sieg – mit persönlicher Bestzeit auf der Ironman-Distanz |
| 9. Okt. 2010  | 26   | Ironman Hawaii                                    | Hawaii         | 08:42:11 |                                                                          |
| 27. Juni 2010 | 2    | Ironman Coeur d’Alene                             | Idaho          | 08:38:17 | [ 4 ]                                                                    |
| 28. März 2010 | 4    | Ironman Australia                                 | Port Macquarie | 08:35:54 |                                                                          |
| 5. Dez. 2009  | 4    | Ironman Western Australia                         | Busselton      | 08:22:07 |                                                                          |
| 10. Okt. 2009 | DNF  | Ironman Hawaii                                    | Hawaii         | –        | Rennabbruch auf der Radstrecke                                           |
| 30. Aug. 2009 | 3    | Ironman Canada                                    | Penticton      | 08:44:37 |                                                                          |
| 21. Juni 2009 | 2    | Ironman Japan                                     | Gotō-Inseln    |          |                                                                          |
| 22. Feb. 2009 | 19   | OTU Long Distance Triathlon Oceania Championships | Huskisson      | 04:16:03 | hinter Pete Jacobs                                                       |
| 24. Aug. 2008 | 8    | Ironman Canada                                    | Penticton      | 08:47:04 |                                                                          |
| 2. Dez. 2007  | 7    | Ironman Western Australia                         | Busselton      | 08:19:17 |                                                                          |
| 27. Aug. 2006 | 2    | Ironman Canada                                    | Penticton      | 08:47:46 |                                                                          |
| 27. Feb. 2005 | 1    | Ironman Malaysia                                  | Langkawi       | 08:59:25 | [ 5 ]                                                                    |
| 2004          | 2    | Ironman Japan                                     | Gotō-Inseln    |          |                                                                          |
| 2004          | 3    | Ironman USA                                       | Lake Placid    | 08:50:45 |                                                                          |
| 6. Apr. 2003  | 11   | Ironman Australia                                 | Port Macquarie | 08:55:26 |                                                                          |
| 2002          | 2    | Ironman Japan                                     | Gotō-Inseln    |          |                                                                          |

(DNF – Did Not Finish)